# Den Sjunde Vågen
Den Sjunde Vågen – drugi album studyjny szwedzkiej piosenkarki Marie Fredriksson, wydany w 1986 roku. Album był nagrywany w 1985 roku.

## Lista utworów
LP/MC
- Side A

1. "Värdighet" (Marie Fredriksson, Lasse Lindbom) 4:00
2. "För dom som älskar" (Lundell) 6:12
3. "Silver i din hand" (Fredriksson, Lindbom) 3:12
4. "När du såg på mej" (Fredriksoon, Lindbom) 4:50
5. "Mot okända hav" (Schagerstrom) 3:44

- Side B

1. "Den bästa dagen" (Fredriksson, Lindbom, Stromstedt) 5:17
2. "Tro på mej" (Fredriksson, Lindbom) 3:37
3. "En känsla av regn" (Lindbom, Stromstedt) 4:00
4. "Den sjunde vågen" (Fredriksson, Lindbom) 6:21
5. "Ett hus vid havet" (Fredriksson, Lindbom) 1:20

CD
1. "Värdighet"
2. "För dom som älskar"
3. "Silver i din hand"
4. "När du såg på mej"
5. "Mot okända hav"
6. "Den bästa dagen"
7. "Tro på mej"
8. "En känsla av regn"
9. "Den sjunde vågen"
10. "Ett hus vid havet"
11. "Helig man" *
12. "Skyll på mej" *
13. "Det finns så mycket man inte känner till" **

(* Bonus track on CD. ** Additional bonus track on 2003 re-release CD.)